# Maison d'école du rang Cinq-Chicots
La maison d'école du rang Cinq-Chicots est une ancienne école rurale construite en 1903 située à Saint-Christophe-d'Arthabaska (Québec). Elle est une ancienne école qui a été utilisée de 1903 à 1959, date à laquelle ses services ont été centralisés au village. Elle est acquise en 1980 par l'Association québécoise des amis du patrimoine, qui entreprend alors sa restauration. Elle est ouverte depuis 1988 comme musée. Elle a été citée immeuble patrimonial en 1999 par la Municipalité de la paroisse de Saint-Christophe-d'Arthabaska.

## Histoire

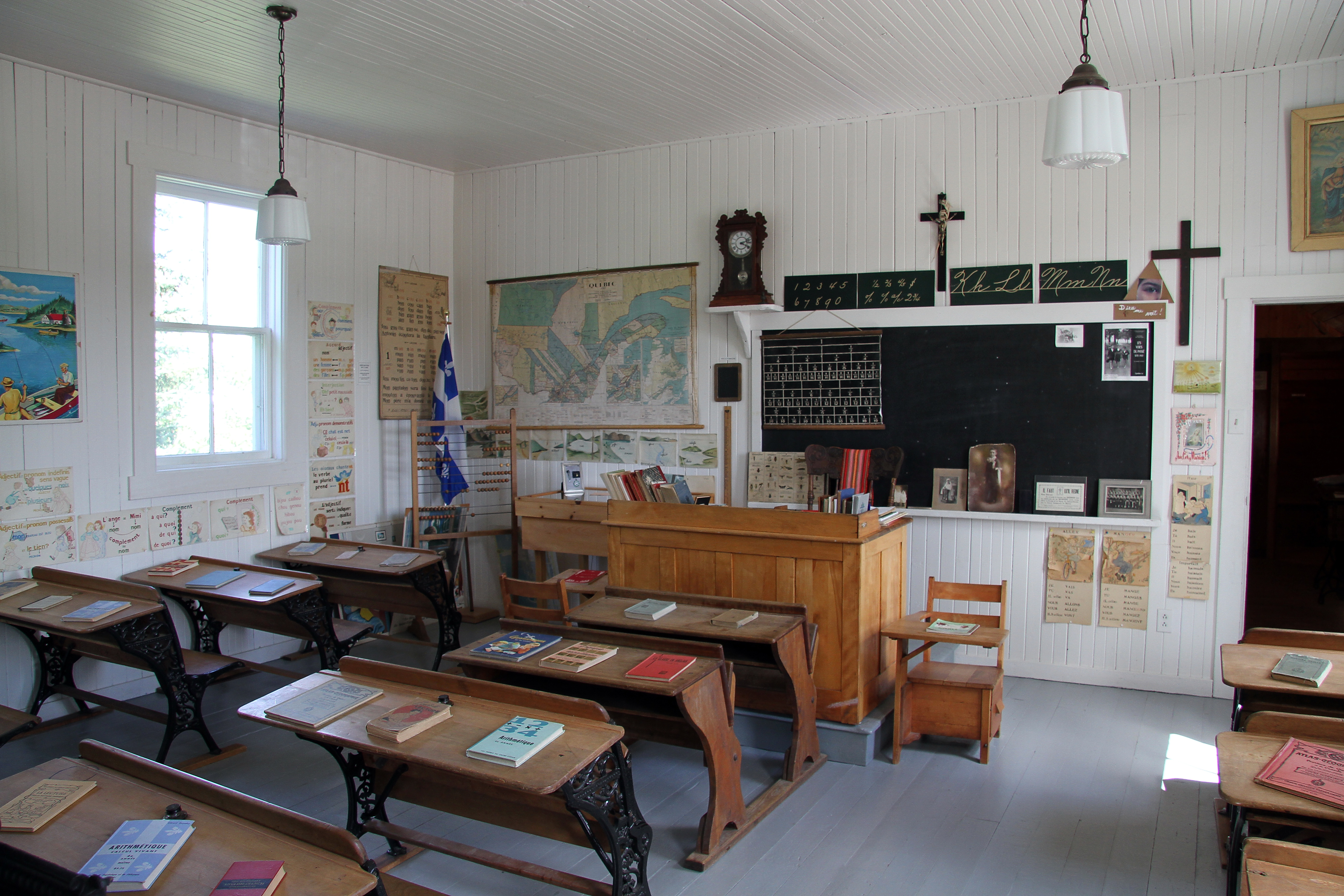
Intérieur de l'école

La maison d'école du rang Cinq-Chicots a porté à l'origine le nom d'« école numéro 7 ». Elle a été construite en 1903 selon les plans du ministère de l'Instruction publique. Des annexes, servant de latrines et de hangar à bois ont été ajoutés en 1917 à l'arrière. Durant les années 1950, l'institutrice réside à même l'école et enseigne à une vingtaine d'élèves de sept ou neuf niveaux différents. Elle devait faire chauffer le poêle à deux ponts, balayer tous les jours et nettoyer le plafond et les murs une fois par an. À la fin des années 1950, la centralisation des services scolaires et l’amélioration des moyens de transport, ce qui amène à la fermeture de l'école en 1959.
L'école est acquise en 1980 par l'Association québécoise des amis du patrimoine. Elle entreprend alors des travaux de restauration. Elle est déplacée de dix mètres pour la mettre sur de nouvelles fondations en béton et les poutres du plancher sont remplacées. Elle est ouverte comme musée depuis le 24 juin 1988.
L'école a été citée immeuble patrimonial le 6 décembre 1999 par la Municipalité de la paroisse de Saint-Christophe-d'Arthabaska.